# 191 North Wacker
191 North Wacker is een wolkenkrabber in Chicago, Verenigde Staten. De bouw van het kantoorgebouw begon in 2000 en werd in 2002 voltooid. Op 15 september 2004 werd het gebouw voor $ 222.000.000 aan Manulife Financial verkocht.

## Ontwerp
191 North Wacker is 157,41 meter hoog en telt 37 verdiepingen. Het is door Kohn Pedersen Fox Associates in modernistische stijl ontworpen en heeft een glazen gevel.
Naast 37 bovengrondse lagen, bevat 191 North Wacker ook 1 ondergrondse verdieping. Het gebouw heeft een oppervlakte van 68.184 vierkante meter en bevat 14 liften. De top van het gebouw wordt 's nachts als lantaarn gebruikt. Tijdens kerst zijn de lichten in de top rood en groen gekleurd.